# Wahl zum Abgeordnetenhaus im Osmanischen Reich 1877/78
Allgemeine Wahlen wurden im Osmanischen Reich während der zweiten Hälfte des Jahres 1877 abgehalten. Es waren die letzten Wahlen des 19. Jahrhunderts im Osmanischen Reich, da der Sultan Abdülhamid II. das Parlament kurze Zeit später auflöste.

## Hintergrund
Die ersten Allgemeinen Wahlen in der Geschichte des Landes wurden bereits früher im Jahre 1877 abgehalten, nachdem im Dezember 1876 eine neue Osmanische Verfassung promulgiert wurde. Das neue Parlament eröffnete am 19. März 1877, mit einer geplanten Legislaturperiode von drei Monaten. Nach einer zehntägigen Verlängerung, der Sultan Abdülhamid II. zugestimmt hatte, wurde es am 28. Juni aufgelöst.
Artikel 119 der Verfassung verlangte ein neues Wahlgesetz, das zum Zeitpunkt der zweiten Wahlen zum Einsatz kommen sollte. Allerdings war es, obwohl es von der Abgeordnetenkammer verabschiedet wurde, im Senat im Gespräch und wurde kein Gesetz, sodass die Wahl im Einklang mit dem vorherigen System abgehalten wurde. Die Vorläufige Wahlregulation, die am 29. Oktober 1876 verabschiedet wurde, konstatierte, dass die gewählten Mitglieder der Provinz-Verwaltungsräte die Parlamentsabgeordneten wählen sollten. Die Kandidatur war auf Männer über 30 beschränkt, welche der Osmanischen Sprache mächtig waren und volle Bürgerrechte hatten. Gründe für den Wahlausschluss waren der Besitz der doppelten Staatsbürgerschaft, die Arbeit für eine ausländische Regierung, Bankrott, Arbeit als Bediensteter oder ein "schlechter Ruf für seine Taten".

## Nachwirken
Das neu gewählte Parlament trat erstmals am 13. Dezember 1877 zusammen, wurde allerdings vom Sultan am 14. Februar 1878 unter dem Vorwand des Russischen Türkenkrieges 1877 vertagt. Es trat bis zur Jungtürkischen Revolution 1908 nicht mehr zusammen.